# City of Dubbo

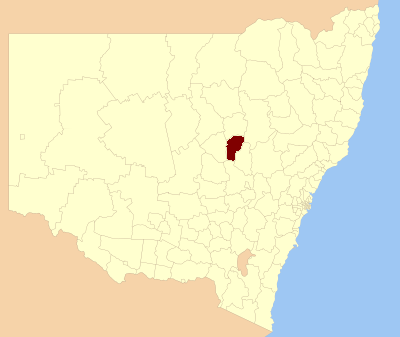
City of Dubbo na mapie Nowej Południowej Walii

City of Dubbo – obszar samorządu terytorialnego w australijskim stanie Nowa Południowa Walia, obejmujący miasto Dubbo oraz położone w jego sąsiedztwie mniejsze miejscowości: Eumungerie, Mogriguy, Brocklehurst, Wongarbon, Toongi i Rawsonville. Lokalną władzę ustawodawczą sprawuje rada miasta, licząca 11 członków wybieranych na czteroletnią kadencję przy zastosowaniu ordynacji większościowej, gdzie cały obszar jest jednym okręgiem wyborczym. Radni raz do roku wybierają spośród siebie burmistrza, kierującego egzekutywą. 
Obszar liczy 3425 km² powierzchni i 37 843 mieszkańców (2006).